# シェリー・バーキン
シェリー・バーキン (Sherry Birkin) は、カプコンのゲーム『バイオハザード』シリーズに登場する架空の人物。

## 登場作品
- 『バイオハザード2』（『2』）
- 『バイオハザード RE:2』（『RE:2』）
- 『バイオハザード6』（『6』）
- 『バイオハザード ダークサイド・クロニクルズ』（『DC』）
- 『バイオハザード オペレーション・ラクーンシティ』（『OR』）
- 『バイオハザード: ウェルカム・トゥ・ラクーンシティ』（『WTRC』）

## 公式プロフィール
- 年齢
  - バイオハザード2：12歳（1998年当時）
  - バイオハザード6：26歳（2012年12月時点） → 27歳（2013年6月時点）

## 人物関係
アンブレラ社の研究員にして同社の「t-ウイルス」及び「G-ウイルス」の開発者であるウィリアム・バーキンと、彼の妻で同じくアンブレラの研究員であるアネット・バーキンの一人娘。両親は仕事優先で自宅を長期間留守にしがちであり、孤独な幼少時を過ごす。
レオン・S・ケネディとクレア・レッドフィールドの二人とは15年前のラクーンシティでの事件において、命懸けで自らを救ってくれた感謝の気持ちは15年経っていても健在のようであり、かけがえのない友人であるとまで言っている。特にクレアとは脱出後、軟禁生活となった後も交流があった模様で、過酷な軟禁生活の中で彼女の精神的支柱の存在にまでなっている。また、本作における任務の渡航も内容は明かさないまでも、クレアに伝えている。また、レオンとは本作の事件に共に遭遇し、シモンズから誰とも接触しないよう命令を受けていたが、彼にだけは自ら接触し、シモンズの居場所を伝えるなどしてバイオテロを止めようと動くレオンに手を貸している。その一方で今まで守られてきたことにコンプレックスを抱いており、保護対象のジェイクになにかと保護者のようにふるまい、困っている人間を見ると自分も手助けをしたくなるなど、おせっかいな一面がある。
クリス・レッドフィールドとは、クレアから話を聞いていたため、知ってはいたが、イドニアでの任務の際は、イドニアで起こったバイオテロの収束にあたっていたクリス率いるBSAAの実働部隊と遭遇して初めて顔を合わせている。それ以後もバイオハザードの起こる現場で度々遭遇、共にバイオテロの収束に協力し合っている。

## ストーリー

### バイオハザード2
ラクーンシティが混迷を窮める数時間前、母アネットの電話による指示でいち早くR.P.D.に避難していたが彼女がR.P.D.に到着した頃には、R.P.D.はブライアン・アイアンズ署長の凶行により、警察署としての機能は完全に潰えていた。
アネットの電話の指示で身を隠す場所を探している最中、R.P.D.に避難してきたクレア・レッドフィールドとレオン・S・ケネディに保護され、危険地帯と化したR.P.D.およびラクーンシティから共に脱出するように説得を受け、それに応じる。しかし、その脱出の中で離れ離れになったときに気を失い、その際にG生物化した父ウィリアムにより胚を体内に植えつけられてしまう。程なく意識を取り戻すが徐々に衰弱の様相を呈していった。
彼女の危機をクレアから聞いたアネットは、クレアにワクチンの精製法を託すと、クレアは脱出の際に訪れた施設でワクチンを精製し、これを投与することで最悪の事態を免れるとクレアとレオンと共にラクーンシティからの脱出を果たし、兄を探すクレアを見送ると負傷したレオンと共にアメリカ政府へ保護されることとなった。
しかし、実状は、アンブレラ研究員を両親に持ち、埋め込まれた『G』の存在から、監視下に置くと言う名目のもと、軟禁状態となる。

### バイオハザード RE:2
リメイク版の『RE:2』では、『2』同様クレアに保護されるが、R.P.D.の地下駐車場で凶暴な本性を露わにしたアイアンズ所長により拉致され、彼が院長を兼務する孤児院へと連れて来られる。隙を見て逃げ出し、アイアンズの顔に剥製作成用の劇薬を浴びせ、逃走を図ろうとするが、危うくアイアンズに捕まりそうになる。しかし、彼はG怪物と化した父ウィリアムに殺害され、結果として難を逃れる。
駐車場に落としたペンダントを持ってくるよう、アイアンズから電話で呼び出されたクレアと孤児院の地下で再会し、エレベーターで脱出しようとするが、タイラントとG怪物の襲撃に巻き込まれてエレベーターを落とされ、再びクレアとは離れ離れになる。母アネットによって地下の廃棄物置き場に閉じ込められ、その後クレアによって保護されるが、この時すでにG-ウィルスに感染しており、ひどく衰弱した状態であった。2とは症状が異なっており、左目の色が変わり、その周囲に複数の赤い管のようなものが浮かび上がっている。アンブレラ社の地下研究所「NEST」に連れて来られた後、クレアが回収してアネットに渡した抗ウィルス剤を投与されて回復するが、アネットはG怪物から負わされた傷が致命傷となり、今まで一人ぼっちにさせ続けたことを詫びて死亡してしまう。
父親が怪物化し、母親を目の前で失うという辛い出来事を経験するが、危機を救ってくれたクレアに感謝し、ラクーンシティー脱出後はレオンを含めた三人で朝日の中を歩いていくシーンで幕を閉じる。『3』のエピローグで描かれたその後によると、レオンの申し出によりクレアと別れることになった。

### バイオハザード CODE:Veronica
本人は登場せず、合衆国政府により身柄を確保されていたが、当局の監視を潜り抜けたアルバート・ウェスカーの手に落ちる。しかし、後に発売された『6』のファイルには、ウェスカーからの接触を防ぐ為にディレック・C・シモンズをはじめとする政府関係者による厳重な保護下にあったと記載されている。またこれによると、この保護は2009年にBSAAの当時エージェントであったクリス・レッドフィールドにウェスカーが倒されるまで続いたという。

### バイオハザード6
体内に埋め込まれたG-ウィルスが原因で合衆国の監視下に置かれることになったが、その15年後には前述通り、前作にあたる『5』でクリスがアルバートを倒したことと、合衆国エージェントになることを条件にようやく軟禁状態を解かれ、ある程度の自由を得るに至った。G-ウィルスの影響から、致命傷を負っても瞬く間に完治するほどの再生能力と回復能力を持つうえ、20歳前後で肉体の老化も止まっている。
政府に命じられて東欧の紛争地域であるイドニア共和国へ潜入し、“特別な血”を持つと思われる男、ジェイク・ミューラーを保護するという任務を受け、東欧へ向かう。C-ウイルスを投与してもジェイクの身体に影響が出ないことから抗体があると確信し、彼から血液を提供する引き換えに高額の報酬を要求され、政府がそれに応じたことでジェイクと行動を共にする。
その後、クリス達BSAAの協力もあり、イドニアからの脱出を目指すも後一歩のところでエイダ（カーラ）に捕まり、ジェイクと共に中国にあるネオアンブレラ研究施設に半年もの間、収容される。そこでジェイクは出生の秘密を知って悲観してしまうが、同じくバイオハザードを発生させる原因となった父を持つシェリーはジェイクを叱咤激励し、立ち直らせる。
施設を脱出した後に再会したレオンから「上司のシモンズが黒幕」だと聞かされ、自分が騙されていたことに落ち込むも、ジェイクの説得を受けて真っ向から戦う決意を固める。しかし、その直後にジェイク共々再度監禁される形で、達芝沖の海上プラントに偽装されたネオアンブレラ海底研究所へ収容されてしまう。捕まってしまった事を自分のせいだとジェイクに詫び、シモンズの裏の顔を見抜けなかった事に自責の念に駆られるが、逆に今度はジェイクからの叱咤激励を受け、改めて世界を救う決意をして脱出を開始。
その後、レオンの要請を受け、乗り込んできたクリスとピアーズの手助けを借りつつ、ジェイクと共に再び研究所からの脱出を目指す途中で、B.O.W.ウスタナクと対峙して退け、共に脱出に成功した。脱出後は政府へジェイクに関する情報を機密にするよう取り計らい、彼に別れを告げてエージェントとして合衆国へ帰っていった。

## シェリー・バーキンを演じた人物

### 声優
リサ・ヤマナカ
- 『バイオハザード2』

エリザ・プライヤー
- 『バイオハザード RE:2』英語ボイス

クララ・ソアレス
- 『バイオハザード RE:2』フランス語ボイス

ティツィアーナ・マルテッロ
- 『バイオハザード RE:2』イタリア語ボイス

ルース・ハム
- 『バイオハザード RE:2』ゲルマン語ボイス

ピルカ・マーティン
- 『バイオハザード RE:2』スペイン語ボイス

ローラ・ベイリー
- 『バイオハザード ダークサイド・クロニクルズ』

エデン・リーゲル
- 『バイオハザード オペレーション・ラクーンシティ』
- 『バイオハザード6』

飯塚雅弓
- 『バイオハザード2 ドラマアルバム 〜小さな逃亡者 シェリー〜』

佐々木りお
- 『バイオハザード RE:2』

坂本真綾
- 『バイオハザード6』

金元寿子
- 『バイオハザード オペレーション・ラクーンシティ』

井上ほの花
- 『バイオハザード:ウェルカム・トゥ・ラクーンシティ』日本語吹替版

### 俳優
ホリー・デ・バロス
- 『バイオハザード: ウェルカム・トゥ・ラクーンシティ』

## その他
「シェリー」という名前は、フォー・シーズンズの曲『Sherry』に由来する。